# Gierwaty (stacja kolejowa)
Gierwaty – stacja kolejowa Polskich Kolei Państwowych obsługiwany przez Koleje Mazowieckie. Znajduje się we wsi Borawe, w gminie Rzekuń, w powiecie ostrołęckim.

## Ruch pasażerski
| Rok  | Wymiana pasażerska na dobę |
| ---- | -------------------------- |
| 2017 | 0-9                        |
| 2022 | 0-9                        |